# Charles Albert (boksar)
Charles Albert, francoski boksar.
Albert je za Francijo nastopil na Poletnih olimpijskih igrah 1920 v Antwerpnu, kjer je v mušji kategoriji zasedel četrto mesto.